# Харви, Пьер
Пьер Харви CM (фр. Pierre Harvey, род. 24 марта 1957 года) — канадский лыжник и велосипедист. Он стал первым канадским спортсменом, принявшим участие и в летней, и в зимней Олимпиаде, в двух разных видах спорта. Отец лыжника Алекса Харви.

## Биография
Родился в Римуски в провинции Квебек, Канада. Первую золотую медаль выиграл в индивидуальной гонке на Канадских зимних играх в 1979 году. Впервые принял участие в соревнованиях, как велосипедист в Летней Олимпиаде 1976 года в Монреале. Финишировал 24-м в индивидуальной гонке.
Принимал участие в соревнованиях как лыжник с 1982 по 1988 год. Лучший результат на чемпионате мира — 16 место в гонке в Осло в 1982 году на Северном лыжном мировом чемпионате, проводимом Международной федерацией лыжных видов спорта. В 1987 году, за год до рождения сына Алекса, впервые в своей карьере выиграл этап Кубка мира. Случилось это в Фалуне в 30-километровой гонке свободным стилем. Всего в карьере побеждал трижды, включая первое место в лыжном марафоне на 50 километров в 1988 году на лыжных стартах в Хольменколлене. К 2007 году он был единственным канадским лыжником, побеждавшим на престижных соревнованиях.
В 1988 году на зимней Олимпиаде в Калгари произносил Олимпийскую клятву от имени всех спортсменов. Финишировал в Калгари 14-м в лыжной гонке на 30 километров.
В 1988 году получил Орден Канады. В 1992 году был принят в зал славы лыжников Канады. В 2006 году был принят в зал славы велосипедистов Канады.
Сын Пьера Харви Алекс (род. 1988) стал одним из сильнейших лыжников мира 2010-х годов, выиграв пять медалей на чемпионатах мира, включая два золота.